# Holzhausen II

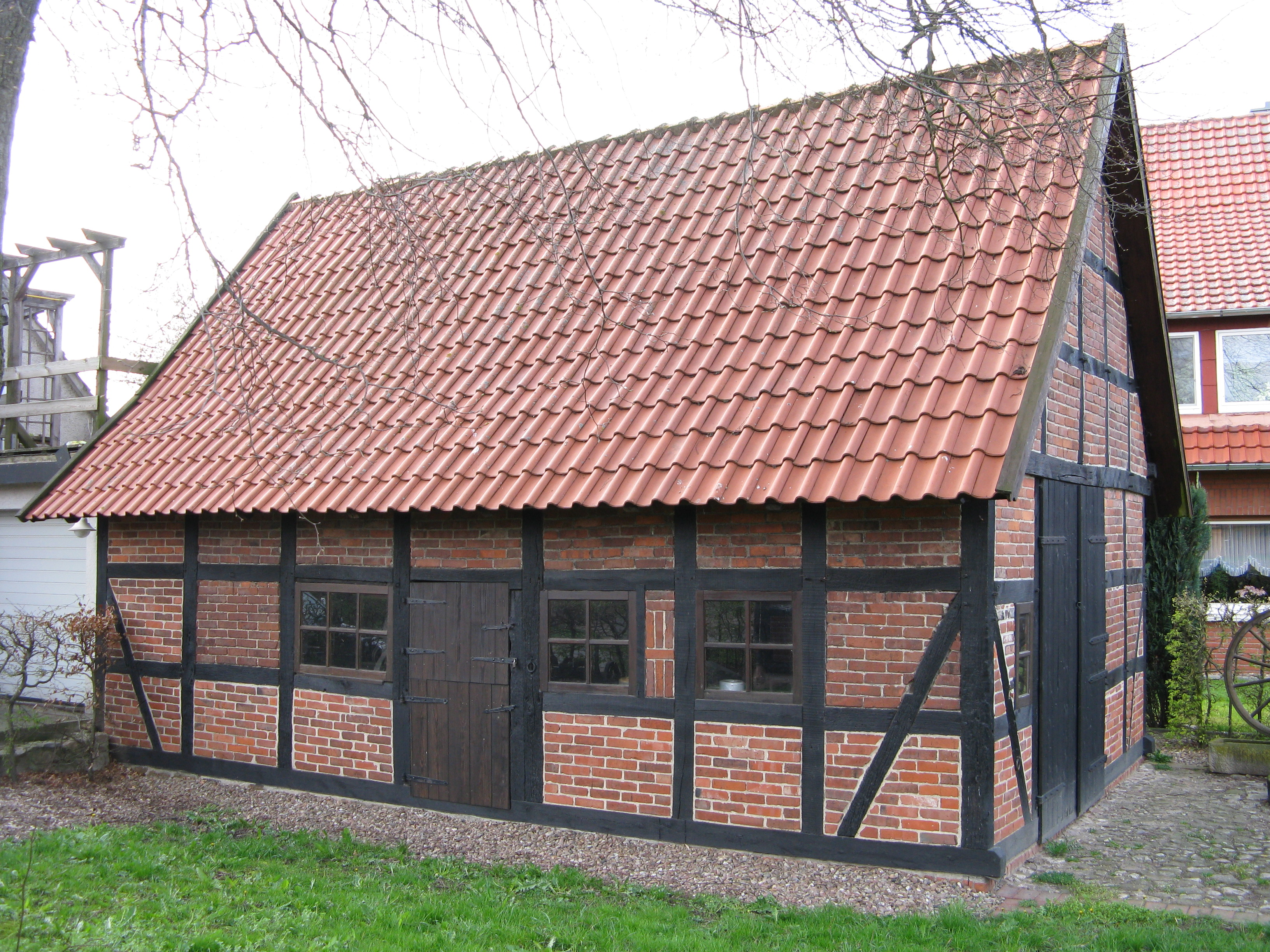
Alte Schmiede

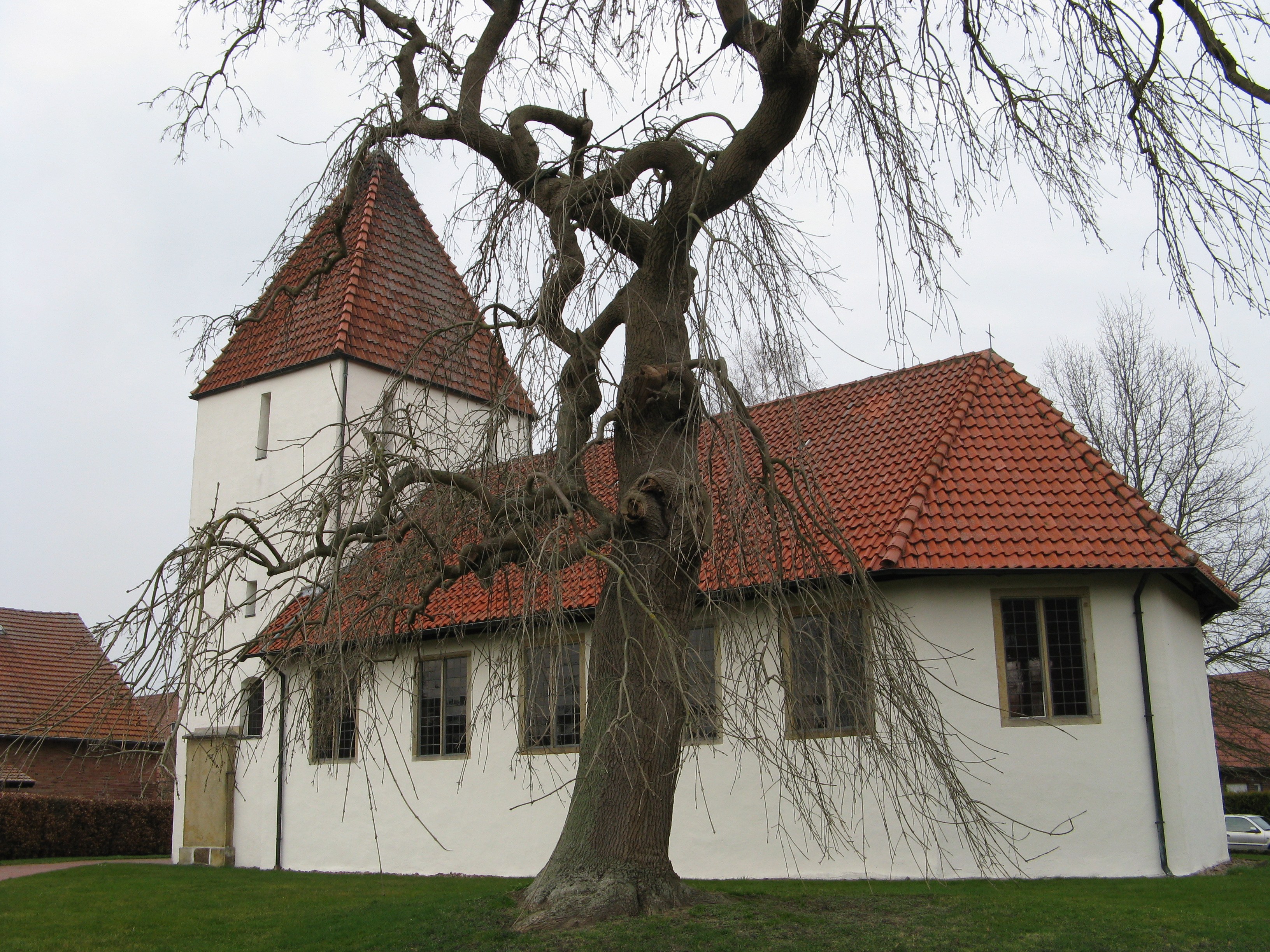
Kirche

Holzhausen II ist ein Ortsteil der Gemeinde Hille im Kreis Minden-Lübbecke in Ostwestfalen.
Er liegt nördlich des Mittellandkanals. Im Osten grenzt Holzhausen II an den Stadtteil Stemmer der Stadt Minden, im Norden an den Stadtteil Friedewalde der Stadt Petershagen, im Westen an den Hiller Ortsteil Nordhemmern und im Süden an den Hiller Ortsteil Hartum sowie den Mindener Stadtteil Hahlen.

## Geschichte
Erstmals wird Holzhausen II 1089 urkundlich erwähnt. Die Bauerschaft Holzhausen gehörte bis zu den Napoleonischen Kriegen zur Vogtei Börde im Amt Petershagen des Fürstentums Minden. Von 1807 bis 1810 gehörte Holzhausen zum Kanton Hille des napoleonischen Satellitenstaats Königreich Westphalen. Von 1811 bis 1813 gehörte der Ort unmittelbar zu Frankreich und dort zur Mairie Hartum im Arrondissement Minden des Departements der Oberen Ems. Holzhausen fiel 1813 wieder an Preußen und kam 1816 zum neuen Kreis Minden. Im Kreis Minden gehörte die Gemeinde zum Amt Hartum.
Zur Unterscheidung von der gleichnamigen Gemeinde im Amt Hausberge hieß die Gemeinde seitdem Holzhausen II. Die Gemeinde Holzhausen im Amt Hausberge erhielt den Namen Holzhausen I.
Bevor die Gemeinde bei der kommunalen Neugliederung am 1. Januar 1973 Teil der Gemeinde Hille wurde, hatte sie eine Fläche von 11,39 km² sowie 1672 Einwohner (31. Dezember 1972). Am 31. Dezember 2020 wohnten 1051 Einwohner in Holzhausen II. Die Verringerung der Zahl der Einwohner resultiert aus dem Bielefeld-Gesetz. 1973 wurde ein Teil der ehemaligen Gemeinde in die Stadt Minden eingegliedert.

## Politik

### Ortsvorsteher
Die Bevölkerung von Holzhausen II wird gegenüber Rat und Verwaltung der Gemeinde Hille seit 1973 durch einen Ortsvorsteher vertreten, der aufgrund des Wahlergebnisses vom Rat der Gemeinde Hille gewählt wird. Zurzeit (2019) ist Kirsten Gardini geb. Südmeyer (CDU) Ortsvorsteherin.

## Sehenswürdigkeiten

### Bauwerke
Sehenswert sind die Schmiede Holzhausen II, die „Scheune des Handwerks“ und die evangelische Pfarrkirche. Die Kirche wurde im Jahr 1560 erbaut und 1965 renoviert. Die Gottesdienste finden abwechselnd im 2-Wochen-Rhythmus mit der aus dem frühen Mittelalter stammenden Kapelle Nordhemmern statt.

## Feuerwehr
Für den Brandschutz und technische Hilfeleistungen in Holzhausen II ist die Löschgruppe Holzhausen II der Freiwilligen Feuerwehr Hille zuständig. Die Löschgruppe Holzhausen II arbeitet zusammen mit den Löschgruppen Hartum und Südhemmern im III. Zug der Feuerwehr Hille. Überörtlich ist die Löschgruppe auch im Katastrophenschutz der Bezirksreserve Detmold tätig.
Angegliedert ist der Musikzug Holzhausen II. Er veranstaltet alle zwei Jahre ein großes Konzert in der Bürgerhalle in Holzhausen II.